# Дегтярьов Володимир Геннадійович
Володи́мир Генна́дійович Дегтярьо́в (1 січня 1953, Одеса, УРСР — † 25 лютого 2004, Ужгород, Україна) — культурний і громадський діяч, музейник, філолог, куратор художніх виставок, директор Закарпатського обласного художнього музею ім. Й. Бокшая.

## Життєпис
Народився 1 січня 1953 року в Одесі у родині військового лікаря та вчительки. Дитинство минуло на Закарпатті, де батько Геннадій Федорович Дегтярьов обіймав посаду головного лікаря в кількох санаторіях. З 1963 родина осіла в Ужгороді, тут Володимир провів решту життя.
Володимир Дегтярьов закінчив музичну школу по класу фортепіано, кафедру російської філології в УЖНУ. Володимир Дегтярьов був клавішником декількох гуртів 1970-х, у тому числі відомого на весь СРСР «Кольори Закарпаття».

### Музейна справа
У 1977 році разом із дружиною Надією влаштувався на роботу в Закарпатський краєзнавчий музей на посаду молодшого наукового співробітника. Згодом перевівся в художній музей, який саме переїхав в окрему будівлю. Кілька років працював завідувачем фондів музею. Займався самоосвітою, відвідував курси у Москві та Ленінграді, підтримував зв'язки з музейниками СРСР. Вивчав особливості іконопису Західної України, був одним з найкращих експертів у цій галузі. Також досяг великої майстерності в мистецтві експозиції масштабних виставок і проектів.
У 1987 році, коли для музейної справи в країні були найскрутніші часи, став директором Закарпатського обласного художнього музею. Окрім класичних виставок, першим почав організовувати міжнародні виставки, камерні концерти, театральні вистави, фестивалі мистецтв, конкурси, захисти дипломних робіт студентів Ужгородського коледжу мистецтв.
На межі 1980-х і 1990-х організовував виставки художників, які вважались незручними для радянської системи. Так, у 1990 відкрив першу з чотирьох персональних виставок Ференца Семана, відомого українського художника угорського походження, який на той час перебував у забутті. Активно підтримував молодих митців та відкривав нові імена широкій громадськості. На початку 1990-х організував серію виставок за участі контркультурних художників, які до того не мали змоги виставляти роботи на широкий загал.
Володимир Дегтярьов налагоджував культурні зв'язки і співпрацю з музеями європейських країн — Німеччини, Словаччини, Угорщини та інших. Популяризував закарпатське мистецтво на загальноукраїнському та міжнародному рівні після періоду закритих кордонів.
Був звільнений через сфальсифікований псевдо-політичний скандал . Наклепи у ЗМІ та звільнення з посади різко підкосили його здоров'я, загострилась хвороба і за півроку він пішов з життя.

### Основні кураторські проекти
- 1990 — персональна виставка Ференца Семана
- 1991 — персональна виставка Клауса Хіппа
- 1991 — експозиція музею Колонії митців Дармштадта, міста-побратима Ужгорода

## Вшанування пам'яті
8 квітня 2016 року іменем Володимира Дегтярьова названо вулицю в селі Минай Ужгородського району Закарпатської області.
18 травня 2016 року Володимиру Дегтярьову встановлено меморіальну дошку в приміщенні Закарпатського обласного художнього музею ім. Й. Бокшая .